# Blepharomastix aphenice
Blepharomastix aphenice is een vlinder uit de familie van de grasmotten (Crambidae). De wetenschappelijke naam van deze soort is voor het eerst gepubliceerd in 1907 door George Francis Hampson.
Deze soort komt voor in Mexico en is voor het eerst ontdekt in Veracruz.